# Eshetu Tura
Eshetu Tura (ur. 19 stycznia 1950) – etiopski  lekkoatleta (długodystansowiec), medalista olimpijski z 1980.
Zdobył srebrny medal w biegu na 3000 metrów z przeszkodami na pierwszych mistrzostwach Afryki w 1979 w Dakarze, za Kipem Rono z Kenii.
Na igrzyskach olimpijskich w 1980 w Moskwie zdobył brązowy medal w tej konkurencji za Bronisławem Malinowskim i Filbertem Bayim z Tanzanii.
Zwyciężył w biegu na 3000 metrów z przeszkodami oraz zajął 2. miejsce w biegu na 5000 metrów na mistrzostwach Afryki w 1982 w Kairze. Na mistrzostwach świata w 1983 w Helsinkach odpadł w eliminacjach biegu na 3000 metrów z przeszkodami.
Czterokrotnie startował w mistrzostwach świata w biegach przełajowych, zajmując indywidualnie następujące miejsca: 1981 – 30. miejsce; 1982 – 6. miejsce; 1983 – 14. miejsce i 1984 – 31. miejsce. Za każdym razem był złotym medalistą w rywalizacji drużynowej.
Rekordy życiowe Tury:
| Konkurencja                        | Data i miejsce             | Wynik   |
| ---------------------------------- | -------------------------- | ------- |
| bieg na 3000 metrów                | 3 sierpnia 1977, Viareggio | 7:43,18 |
| bieg na 5000 metrów                | 10 lipca 1976, Montreal    | 13:23,8 |
| bieg na 2000 metrów z przeszkodami | 14 lipca 1976, Montreal    | 5:21,2  |
| bieg na 3000 metrów z przeszkodami | 31 lipca 1980, Moskwa      | 8:13,57 |